# グンドゥール
グンドゥール（英語：Gundur）は、インドのカルナータカ州、コッパル県の村。

## 人口
2001年の人口統計では、グンドゥールの人口は6273人。